# Stamcellstransplantation
Den första stamcellstransplantationen (SCT eller HSCT) i Sverige genomfördes 1975 på Huddinge sjukhus. Ansvariga läkare var Carl-Gustav Groth, transplantationskirurg, och Gösta Gahrton, hematolog. Vid den tiden kallades ingreppet benmärgstransplantationer. 
För att göra en stamcellstransplantation använder man stamceller som har förmåga att bilda nya blodbildande stamceller. Stamcellerna kan tas från patienten själv (autolog transplantation), stamcellsåtergivning och tekniskt sett inte en transplantation) eller från en lämplig donator (allogen transplantation, stamcellsdonation).
Vid stamcellstransplantationer i Sverige är det vanligast med stamceller från benmärg, i andra hand perifera stamceller och minst vanligast stamceller från navelsträngsblod.
Stamcellstransplantation är en behandlingsform vid bland annat olika sorters blodsjukdomar, till exempel vid leukemi och myelom. Hematopoietic stem cell transplantation (HSCT) har även använts framgångsrikt för behandling av multipel skleros.
Tobiasregistret är det svenska nationella registret för blodstamceller och består av ett register med personer i Sverige som är villiga att donera blodstamceller.